# 2683 Brian
A 2683 Brian (ideiglenes jelöléssel 1981 AD1) a Naprendszer kisbolygóövében található aszteroida. Norman G. Thomas fedezte fel 1981. január 10-én.